# Rubén Pérez Mínguez
Rubén Pérez Mínguez (Valladolid, 24 de febrero de 1980) es un exfutbolista español que jugaba de delantero. Con el Elche C. F. llegó a jugar en Segunda División durante la temporada 2008-09.
Tiene 3 hermanos que han sido profesionales en sus respectivos deportes: Roberto, Francisco en balonmano y Adrián también en fútbol.

## Carrera deportiva
Formado en la cantera del Real Valladolid, en 1999 da el salto a su equipo filial, que se encontraba en Segunda División B. Con el Valladolid B disputó 17 partidos, en los que pudo hacer dos goles.
En el año 2000 abandona el Valladolid para fichar por el C. D. Ourense de la Tercera División, logrando el ascenso con el equipo gallego a Segunda División B en la temporada 2002-03. El club se mantuvo en dicha categoría hasta la marcha de Rubén en el año 2005, cuando fichó por el C. F. Palencia, que también se encontraba en Segunda División B.
En el Palencia jugó durante tres temporadas, en las que hizo cinco goles a lo largo de 95 partidos. En 2008 abandonó el club, después de que descendiese a Tercera División.
En 2008, y pese a los malos números logrados en su carrera, dio el salto a la Segunda División después de que el Elche C. F. hiciese oficial su fichaje. En la categoría de plata disputó 26 partidos durante la temporada 2008-09, logrando además anotar un gol, siendo su único tanto como futbolista profesional en su carrera. Lo hizo el 15 de febrero de 2009 en la derrota por 3-2 del Elche ante el C. D. Tenerife.
En el mercado de invierno de la temporada 2009-10 dejó el Elche para jugar de nuevo en Segunda B, después de que lo fichase el Racing de Ferrol, con el que jugó hasta el siguiente mercado invernal, abandonando el club gallego para fichar por el U. D. Alzira, que también jugaba en Segunda B.
Después paso por el C. D. Guijuelo, por el Racing de Ferrol otra vez y, finalmente, por el C. F. Palencia, en el que se retiró en 2013.

## Clubes
| Club              | País   | Año         |
| ----------------- | ------ | ----------- |
| Real Valladolid B | España | 1999 - 2000 |
| C. D. Ourense     | España | 2000 - 2005 |
| C. F. Palencia    | España | 2005 - 2008 |
| Elche C. F.       | España | 2008 - 2010 |
| Racing de Ferrol  | España | 2010        |
| U. D. Alzira      | España | 2010 - 2011 |
| C. D. Guijuelo    | España | 2011        |
| Racing de Ferrol  | España | 2011 - 2012 |
| C. F. Palencia    | España | 2012 - 2013 |